# Stefan Wiśniewski (bokser)
Stefan Wiśniewski (ur. 6 sierpnia 1904, zm. 15 kwietnia 1981 w Poznaniu) – polski bokser.
Pięściarstwem zainteresował się w 1924 roku, wstępując do klubu Warta Poznań, której to barw bronił do końca swojej kariery. Należał do najbardziej pracowitych i sumiennie trenujących zawodników sekcji Warty. Licząc na swoją wrodzoną wytrzymałość, zacięty i zamknięty w sobie, zdobywał teren krok po kroku.
Startując w mistrzostwach Polski, dwukrotnie został mistrzem w 1929 i 1931, dwa razy wywalczył wicemistrzostwo Polski w 1928 i 1930. Był też brązowym medalistą w 1926 roku, wszystkie medale zdobył walcząc w kategorii półciężkiej. Trzykrotnie wywalczył z Wartą drużynowe mistrzostwo Polski w 1927, 1930 i 1932 roku. W reprezentacji Polski wystąpił czterokrotnie w latach 1929–1931, ponosząc 4 porażki. Z ringiem pożegnał się w 1932 roku.
W swojej karierze stoczył 78 walk, odnosząc 48 zwycięstw, 10 remisów i 20 pojedynków przegrywając.
Został pochowany na Cmentarzu Junikowo w Poznaniu (pole 39, kw.3, rz.6, m.6).